# Église Saint-Blaise de Leyvaux
L'église Saint-Blaise est une église catholique située à Leyvaux, dans le département français du Cantal, en France.

## Historique
L'église a été commencée au XIe ou au XIIe siècle.
L'édifice est classé au titre des monuments historiques par arrêté du 30 mars 1979.

## Description
Le clocher-mur, présentant un étage de quatre baies campanaires surmonté d'un deuxième étage de deux baies, a été construit au XVIe siècle et remonté au XIXe siècle.
Le chevet est agrémenté d'un décor en arêtes de poisson.